# 小叶麻锦藓
小叶麻锦藓（学名：Taxithelium parvulum）为灰藓科麻锦藓属下的一个种。